# Team New Zealand

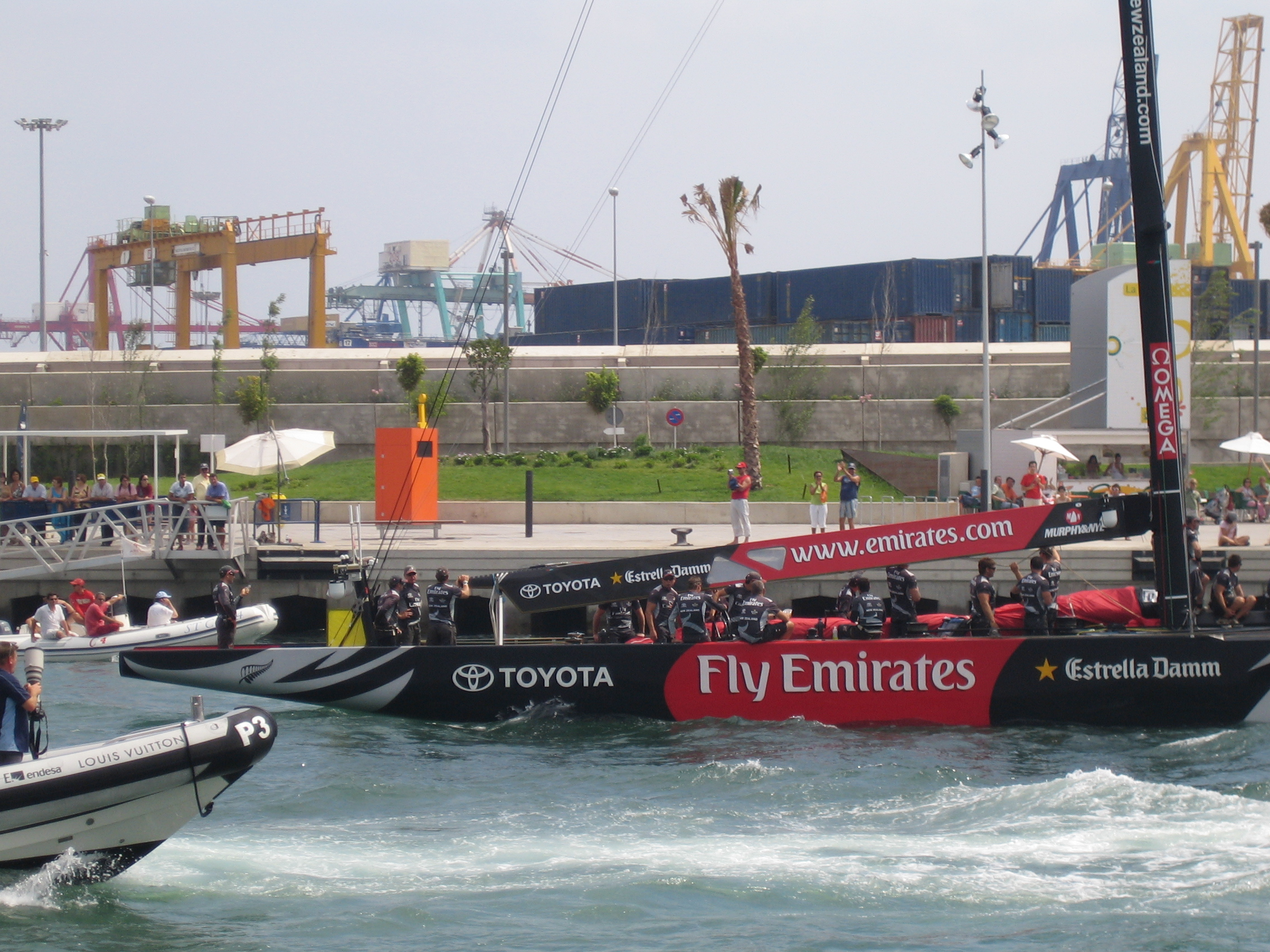
Team New Zealand (NZL-92), Valencia 2007

Das Team New Zealand ist eine neuseeländische Segelsportmannschaft.
Das Team New Zealand, seit 2006 nach dem Hauptsponsor Emirates Team New Zealand genannt, gewann 1995 im vierten Anlauf gegen Young America in San Diego mit 5:0 den America’s Cup und verteidigte ihn 2000 in Auckland mit 5:0 gegen Luna Rossa aus Italien. Doch bereits kurz nach der Verteidigung verließen die Schlüsselfiguren Russell Coutts und Brad Butterworth das Team und wechselten zum Konkurrenten Alinghi, wodurch das Team zusammenbrach und weitere Segler das Team verließen. Neuer Skipper wurde im Jahr 2000 der Neuseeländer Dean Barker, der seit 1995 Mitglied des Teams war.
2003 verlor das Team beim America’s Cup in Auckland mit 0:5 gegen Alinghi. Der damalige Hauptsponsor SAP zog sich danach zurück. Erst nachdem die neuseeländische Regierung dem Team Fördermittel zusicherte, konnte es am 32. America’s Cup 2007 in Valencia teilnehmen, wo es im Finale erneut mit 2:5 gegen Alinghi verlor.
Mitte Februar 2009 gewann Emirates Team New Zealand die von Louis Vuitton in Auckland veranstaltete Pacific Series gegen Team Alinghi.
Im September 2013 verlor Emirates Team New Zealand den über 19 Regatten ausgetragenen 34. America’s Cup in San Francisco gegen Oracle Team USA. Den folgenden 35. America’s Cup gewann es unter dem neuen Skipper Glenn Ashby und mit Olympiasieger Peter Burling als Steuermann mit 7:1 gegen den Titelverteidiger. Die Entscheidung zum dritten Cupgewinn fiel am 26. Juni 2017 im Großen Sund der Bermuda-Inseln. Im letzten Rennen dominierte das neuseeländische Boot Aotearoa die Gegner deutlich.